# Kabinett Ikeda II (3. Umbildung)
Das Kabinett Ikeda II (3. Umbildung) wurde am 18. Juli 1963 in Japan von Premierminister Ikeda Hayato von der Liberaldemokratischen Partei (LDP) gebildet. Es löste das Kabinett Ikeda II (2. Umbildung) ab und blieb bis zum 9. Dezember 1963 im Amt, woraufhin es vom Kabinett Ikeda III abgelöst wurde.
Dem Kabinett gehörten folgende Mitglieder an:
| Amt                                                   | Amtsinhaber         | Beginn der Amtszeit | Ende der Amtszeit |
| ----------------------------------------------------- | ------------------- | ------------------- | ----------------- |
| Premierminister                                       | Ikeda Hayato        | 18. Juli 1963       | 9. Dezember 1963  |
| Außenminister                                         | Ōhira Masayoshi     | 18. Juli 1963       | 9. Dezember 1963  |
| Justizminister                                        | Kaya Okinori        | 18. Juli 1963       | 9. Dezember 1963  |
| Finanzminister                                        | Tanaka Kakuei       | 18. Juli 1963       | 9. Dezember 1963  |
| Bildungsminister                                      | Nadao Hirokichi     | 18. Juli 1963       | 9. Dezember 1963  |
| Minister für soziale Fürsorge                         | Kobayashi Takeji    | 18. Juli 1963       | 9. Dezember 1963  |
| Minister für Landwirtschaft und Forsten               | Akagi Munenori      | 18. Juli 1963       | 9. Dezember 1963  |
| Minister für Internationalen Handel und Industrie     | Fukuda Hajime       | 18. Juli 1963       | 9. Dezember 1963  |
| Verkehrsminister                                      | Ayabe Kentarō       | 18. Juli 1963       | 9. Dezember 1963  |
| Minister für Post und Telekommunikation               | Koike Shinzō        | 18. Juli 1963       | 9. Dezember 1963  |
| Arbeitsminister                                       | Ohashi Takao        | 18. Juli 1963       | 9. Dezember 1963  |
| Bauminister                                           | Kōno Ichirō         | 18. Juli 1963       | 9. Dezember 1963  |
| Minister für lokale Selbstverwaltung                  | Hayakawa Takashi    | 18. Juli 1963       | 9. Dezember 1963  |
| Leiter der Behörde für Verwaltungsaufsicht            | Yamamura Shinjajiro | 18. Juli 1963       | 9. Dezember 1963  |
| Leiter der Verteidigungsbehörde                       | Fukuda Tokuyasu     | 18. Juli 1963       | 9. Dezember 1963  |
| Leiter des Wirtschaftsplanungsamtes                   | Miyazawa Kiichi     | 18. Juli 1963       | 9. Dezember 1963  |
| Leiter der Behörde für die Entwicklung Hokkaidōs      | Satō Eisaku         | 18. Juli 1963       | 9. Dezember 1963  |
| Leiterin der Behörde für Wissenschaft und Technologie | Satō Eisaku         | 18. Juli 1963       | 9. Dezember 1963  |
| Chefkabinettssekretär                                 | Kurogane Yasumi     | 18. Juli 1963       | 9. Dezember 1963  |